# 훌리에타 디아스
훌리에타 디아스 에르미다(스페인어: Julieta Díaz Hermida, 1977년 9월 9일 ~ )는 아르헨티나의 배우이다.

## 출연 작품
- 마이 러브 올 마이 패션 (2017)
- 디 아더스 미러 (2015)
- 피난자들 (2014)
- 친구의 아내를 탐하다2 (2012)
- 에스쿠엘, 금광을 막아라 (2009)
- 데렉초 드 파밀리아 (2006)